# Agullent
Agullent ist eine Gemeinde mit 2.416 Einwohnern (Stand: 2024) in der spanischen Provinz Valencia. Sie befindet sich in der Comarca Vall d’Albaida.

## Geografie
Agullent liegt etwa 80 Kilometer südsüdwestlich von Valencia in einer Höhe von ca. 410 m. Durch die Gemeinde verläuft die Autovía A-7. 

## Demografie
| 1900 | 1930 | 1950 | 1970 | 1981 | 1991 | 2001 | 2011 | 2021 |
| ---- | ---- | ---- | ---- | ---- | ---- | ---- | ---- | ---- |
| 1133 | 1193 | 1359 | 1615 | 1969 | 2097 | 2250 | 2479 | 2369 |

## Sehenswürdigkeiten
- Bartholomäuskirche (Iglesia de San Bartolomé) aus dem 15. Jahrhundert
- alte und neue Vinzenzkapelle
- Hyacinthuskonvent

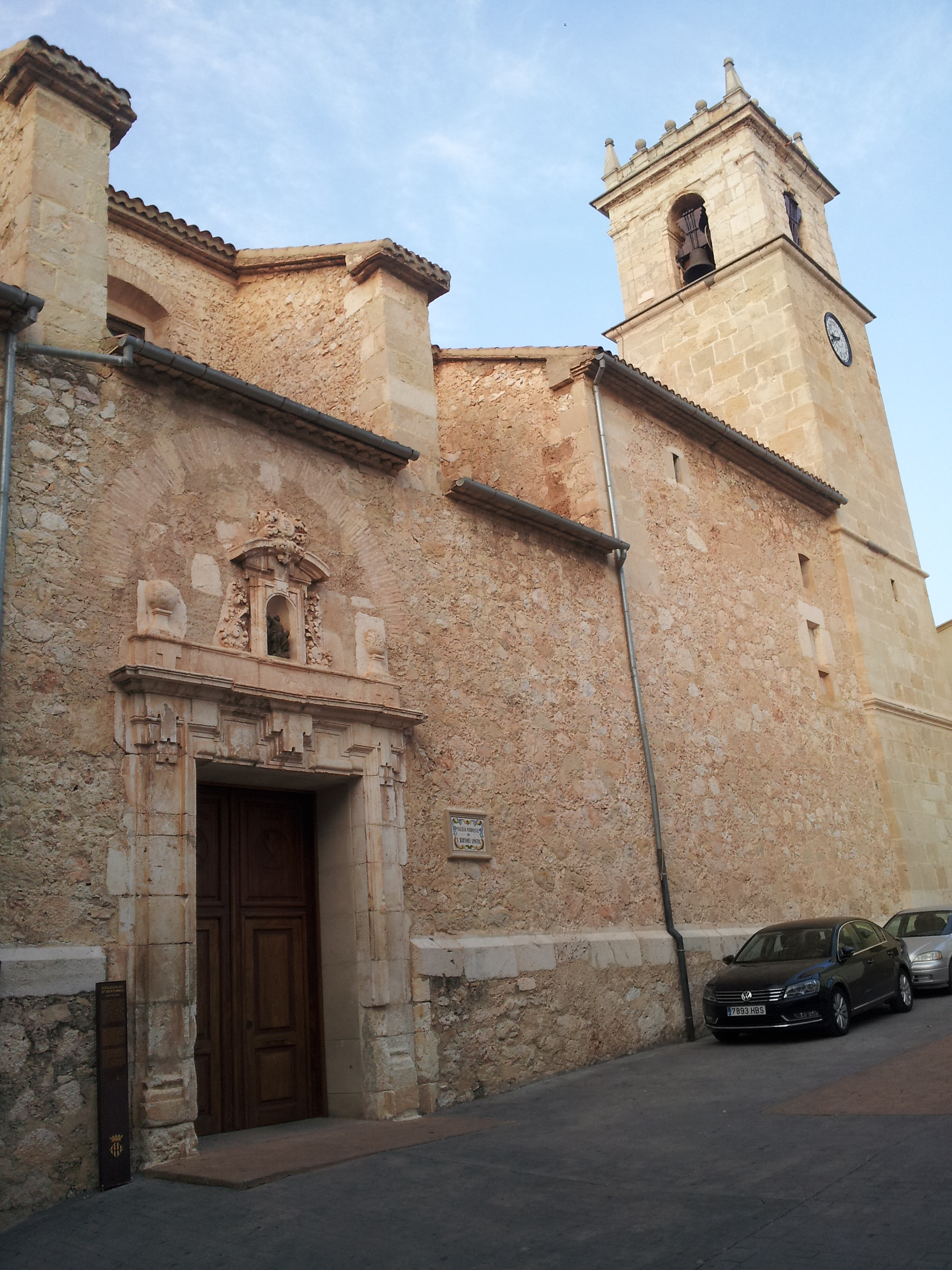
Bartholomäuskirche
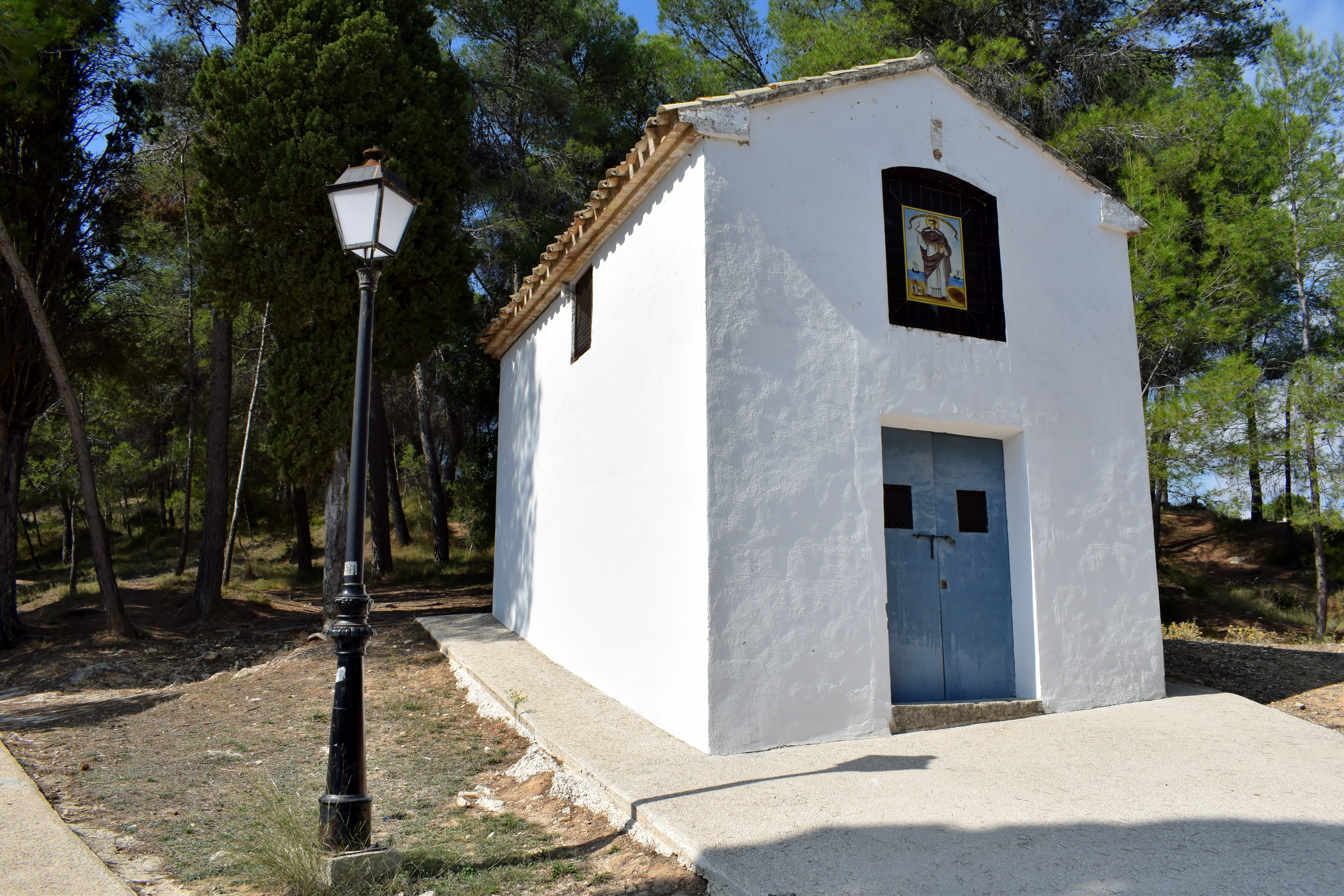
Alte Vinzenzkapelle
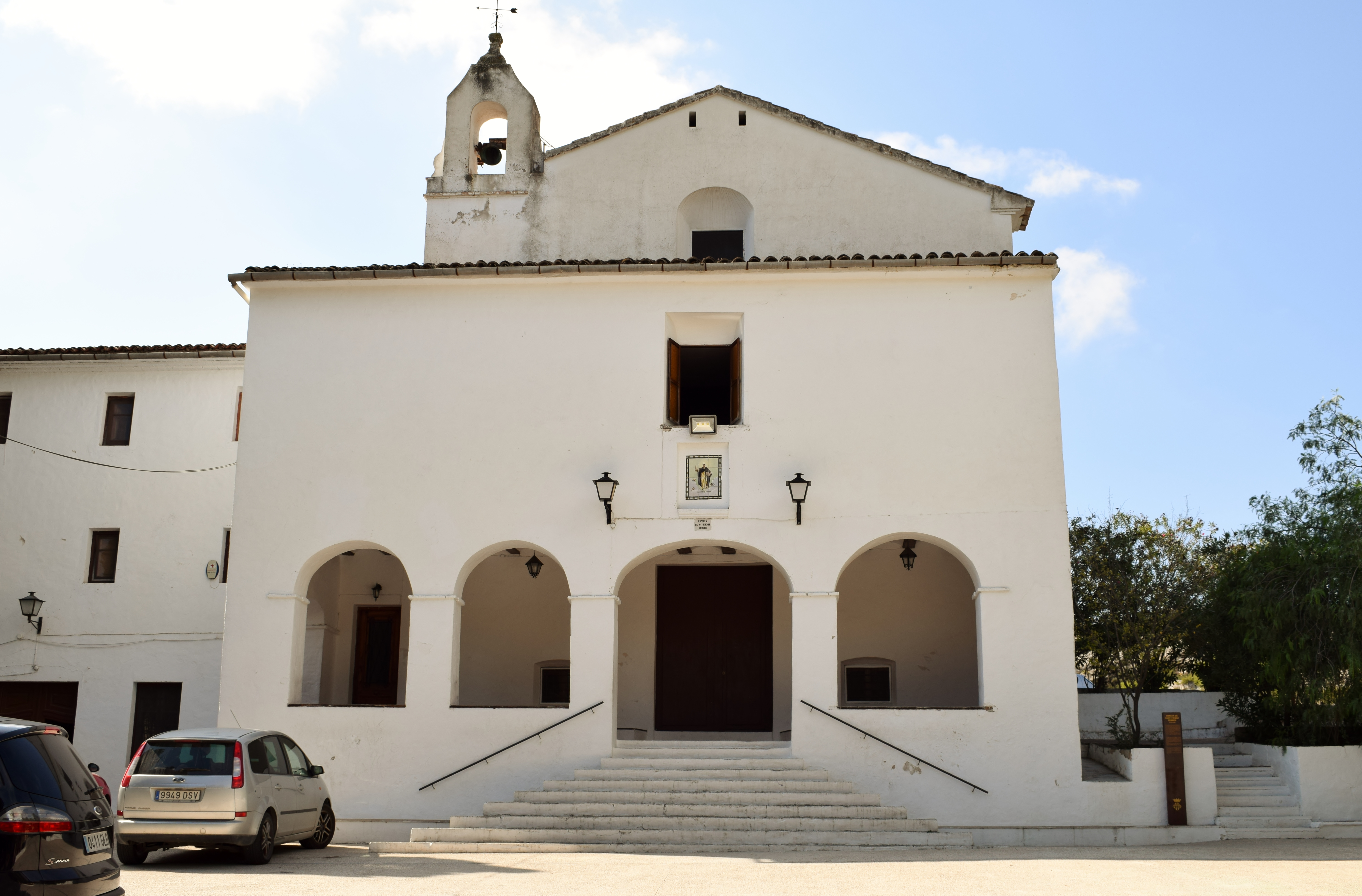
Neue Vinzenzkapelle
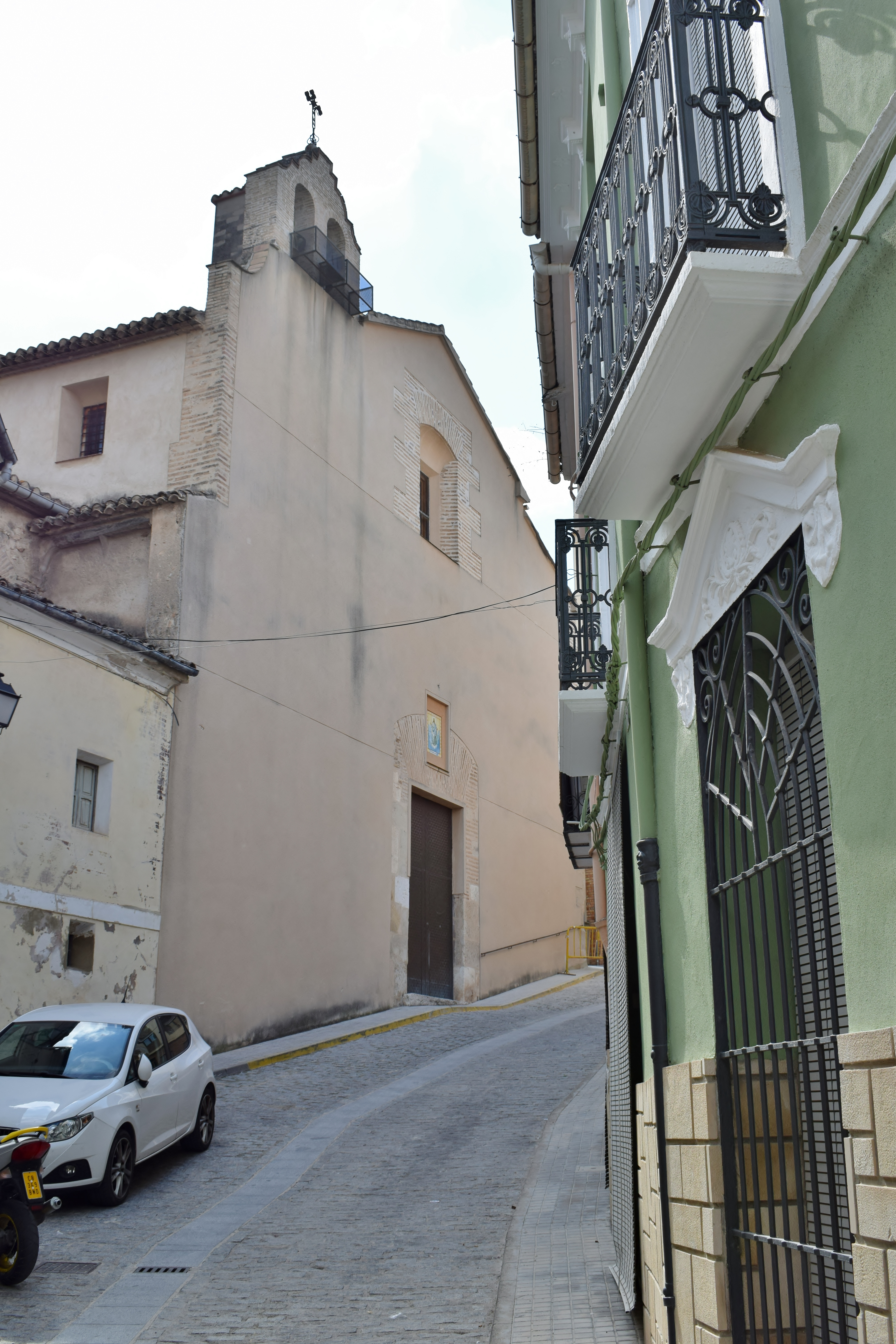
Hyacinthuskonvent
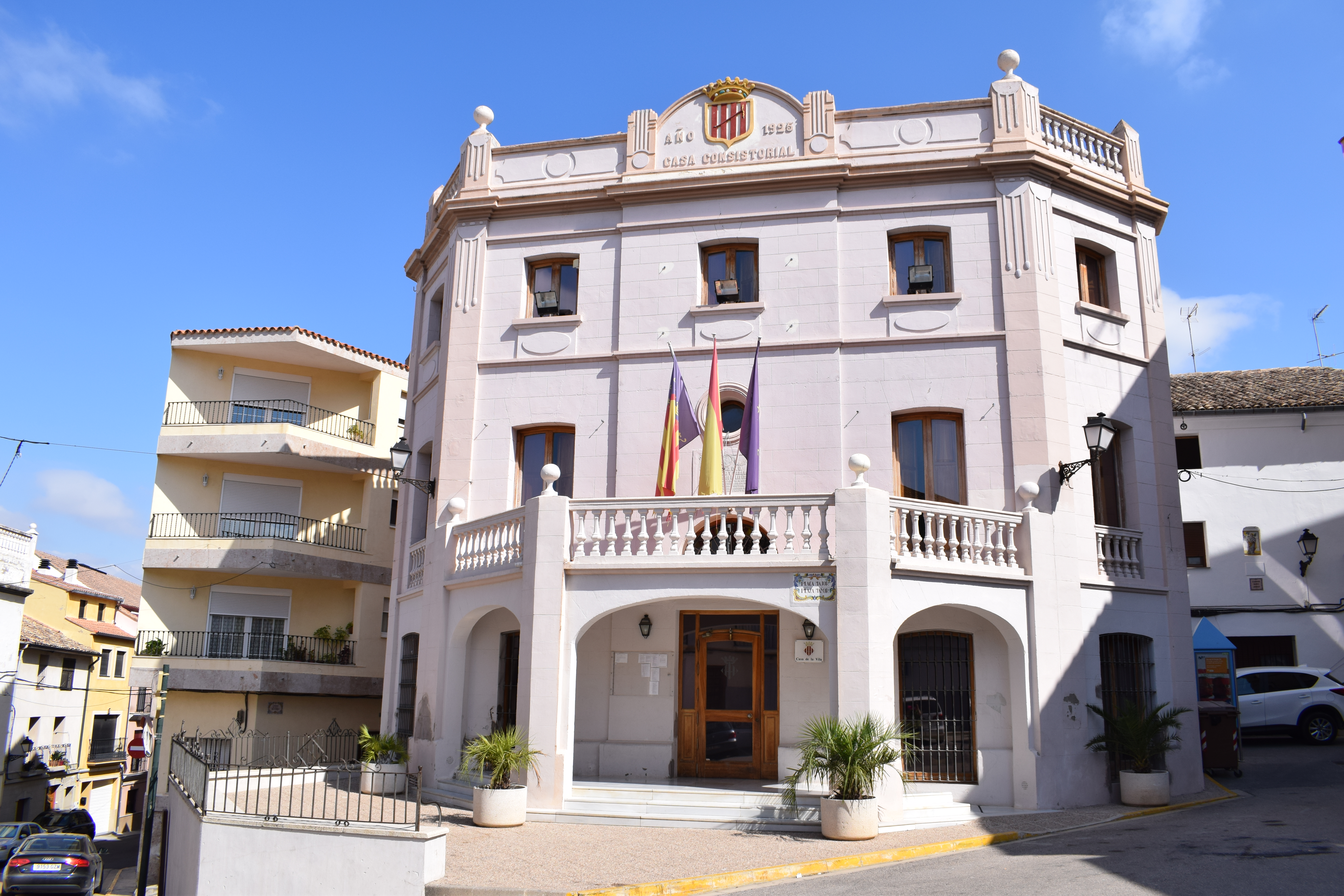
Rathaus

## Persönlichkeiten
- Amancio Amorós (1854–1925), Komponist